# Dolomedes fageli
Dolomedes fageli är en spindelart som beskrevs av Roewer 1955. Dolomedes fageli ingår i släktet Dolomedes och familjen vårdnätsspindlar.
Artens utbredningsområde är Kongo. Inga underarter finns listade i Catalogue of Life.